# Ernst Friedrich (Sachsen-Coburg-Saalfeld)

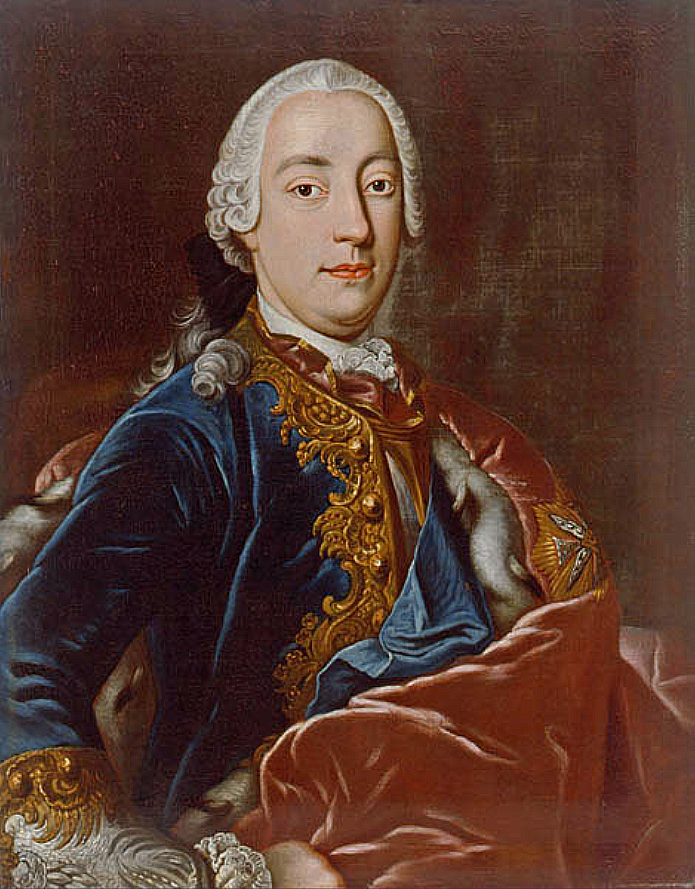
Herzog Ernst Friedrich von Sachsen-Coburg-Saalfeld

Ernst Friedrich von Sachsen-Coburg-Saalfeld (* 8. März 1724 in Saalfeld; † 26. August 1800 in Coburg) war von 1764 bis 1800 Herzog von Sachsen-Coburg-Saalfeld.

## Leben

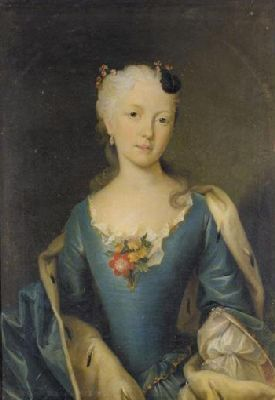
Prinzessin Sophie Antonia von Braunschweig-Wolfenbüttel

Ernst Friedrich war der älteste Sohn des Herzogs Franz Josias von Sachsen-Coburg-Saalfeld (1697–1764) aus dessen Ehe mit Anna Sophia (1700–1780), Tochter des Fürsten Ludwig Friedrich I. von Schwarzburg-Rudolstadt. Fürst Heinrich von Schwarzburg-Sondershausen hatte ihn 1758 zu seinem Universalerben bestimmt, doch verlor Ernst Friedrich den Erbschaftsprozess.
Ernst Friedrich folgte seinem Vater 1764 als Herzog von Sachsen-Coburg-Saalfeld, der beträchtliche Schulden hinterlassen hatte und verlegte die Residenz endgültig nach Coburg. Wegen der hohen Verschuldung des Landes wurde von Kaiser Joseph II. 1773 eine Debitkommission zur Zwangsschuldenverwaltung eingesetzt, die über 30 Jahre arbeitete. Die Kommission wurde zunächst von Prinz Joseph Friedrich von Sachsen-Hildburghausen, später von Herzog Ernst II. von Sachsen-Gotha geleitet. Ernst Friedrich wurden 12.000 Taler jährliche Einkünfte gelassen. Der Herzog führte 1768 die Zahlenlotterie ein, um Zucht- und Waisenhaus finanziell zu unterstützen. Ebenso förderte er die Landwirtschaft. Als sein Kammerjunker fungierte der Schriftsteller Moritz August von Thümmel.
Ernst Friedrich war ab April 1799 der Senior der Ernestiner. Sein Amtsantrittsalter (75-jährig) war das höchste und sein Seniorat mit 16 Monaten das kürzeste aller ernestinischen Senioren.

## Nachkommen
Ernst Friedrich heiratete am 23. April 1749 in Wolfenbüttel Sophie Antonia (1724–1802), Tochter des Herzogs Ferdinand Albrecht II. von Braunschweig, mit der er folgende Kinder hatte:
- Franz (1750–1806), Herzog von Sachsen-Coburg-Saalfeld

⚭ 1. 1776 Prinzessin Sophie von Sachsen-Hildburghausen (1760–1776)
⚭ 2. 1777 Gräfin Auguste Reuß zu Ebersdorf (1757–1831)
- Karl (1751–1757)
- Friederike Juliane (*/† 1752)
- Caroline Ulrike Amalie (1753–1829)
- Ludwig Karl Friedrich (1755–1806), k.k. Feldmarschalleutnant
- Ferdinand August Heinrich (1756–1758)
- Friedrich (*/† 1758)